# Bernard de Montfaucon

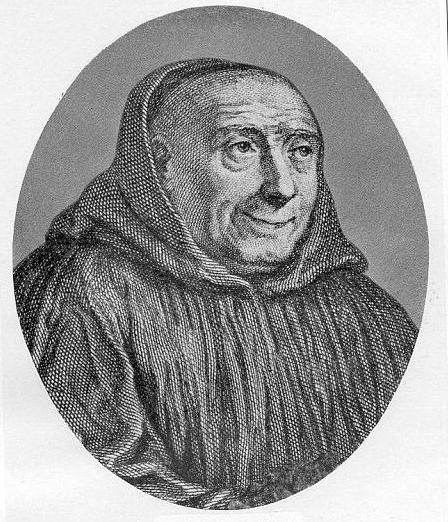
Bernard de Montfaucon.

Bernard de Montfaucon (latiniserat Montefalco eller Montefalconius), född den 16 januari 1655 på slottet Soulage (Languedoc), död den 21 september 1741 i Paris, var en fransk fornforskare.
Montfaucon tjänstgjorde först vid franska hären och ingick 1675 i maurinernas kongregation samt förflyttades 1687 till dennas förnämsta kloster, Saint-Germain-des-Prés i Paris. Där utvecklade han rik verksamhet för kännedom om forntiden och om diplomatiken samt utgav upplagor av kyrkliga skriftställare och gamla bibelöversättningar. 
Bland hans arkeologiska arbeten kan nämnas Diarium italicum (1702), L'antiquité expliquée et représentée en figures (15 band, 1719–1724), Les monuments de la monarchie française (fram till Henrik IV; 5 band, 1729–1733). Till diplomatiken hör bland annat Palæographia græca (1708) och Bibliotheca bibliothecarum manuscriptorum nova (2 band, 1739). 
Av kyrkofäderna utgav han redan 1698 Athanasius skrifter (3 band), vartill han 1706 fogade som supplement Collectio nova patrum (2 band), samt 1718–1738 Johannes Chrysostomos arbeten (13 band). Inte minst värdefulla var de fragment av Origenes bibelöversättning, "Hexapla", som Montfaucon 1713 utgav under titeln Hexaplorum Origenis quæ supersunt (2 band) och vilka först genom Fields 1874 fullbordade upplaga av nämnda arbete gjorts umbärliga.